# Microsoft Works
Microsoft Works was een eenvoudig kantoorsoftwarepakket van Microsoft. Het pakket bestond initieel uit een rekenblad, tekstverwerker, database, portfolio en terminalemulator. In latere versies verdween de terminalemulator, maar kwamen er nog een kalender en woordenboek bij. De portfolio-functie is in zekere zin te vergelijken met Microsoft Binder. Works kan vanwege een minder groot aantal opties gezien worden als een beperkt pakket ten opzichte van Microsoft Office of andere kantoorsoftwarepakketten.
Microsoft Works was oorspronkelijk bedoeld als werkomgeving op kantoor. Latere versies richtten zich meer op thuisgebruik met onder andere grafische software om plaatjes op een grappige manier te bewerken.
Met de komst van Microsoft Office 2010 werd Microsoft Works niet meer geproduceerd. Het is vervangen door Microsoft Office Starter, een uitgeklede versie van Microsoft Office.

## Geschiedenis
Programmeurs Don Williams en Rupert Lissner, twee voormalige medewerkers van Apple, hadden de intentie om een kantoorsuite op de markt te brengen voor Macintosh Apple II. Dit product zou dan de concurrent worden van AppleWorks. Microsoft kon Williams overtuigen om het product aan hen te licentieren. Oorspronkelijk kwam Works uit als geïntegreerd pakket in ROM-modules van portables zoals Zenith ZP-150 en TRS-80 Model 600. Op 14 september 1987 kwam een eerste versie uit voor MS-DOS. Later kwam het pakket ook uit voor Mac OS en werd alsnog de doelstelling van de programmeurs behaald.
De applicaties in Works werkten in de eerste versies onafhankelijk van elkaar. Vanaf versie 4.5, uitgebracht voor Windows 95, werden de softwarepakketten geconsolideerd in een grote applicatie. Vanuit die applicatie kon men de tekstverwerker of het rekenblad opstarten, maar deze werkten in het scherm van de hoofdapplicatie. Verder kon de software draaien op systemen met 6 MB aan RAM en nam de installatie slechts 12 MB schijfruimte in beslag.
Works 2000 (Version 5.0) gebruikte een modulaire architectuur waarbij elk document werd geopend in een eigen instance. Verder vereiste de software dat Internet Explorer was geïnstalleerd omdat Works afhankelijk was van diens printengine.

## Versies

### Works voor MS-DOS
- Microsoft Works 1.05
- Microsoft Works 1.12
- Microsoft Works 2.0 and 2.00a
- Microsoft Works 3.0, 3.0a and 3.0b

### Works voor Mac OS
- Microsoft Works 1.0
- Microsoft Works 2.0
- Microsoft Works 3.0
- Microsoft Works 4.0

### Works voor Microsoft Windows
- Microsoft Works 2.0 en 2.0a (Windows 3.x)
- Microsoft Works 3.0, 3.0a en 3.0b (Windows 3.x)
- Microsoft Works 4.0, 4.0a, 4.5 en 4.5a (Windows 95)
- Microsoft Works 2000 (v.5) (Microsoft Works Suite 2000)
- Microsoft Works 6.0 (Microsoft Works Suite 2001 en 2002) - Laatste versie compatibel met Windows 95
- Microsoft Works 7.0 (Microsoft Works Suite 2003 and 2004) - Laatste versie voor Windows 98
- Microsoft Works 8.0 (Microsoft Works Suite 2005) - Laatste versie voor Windows 98 SE/ME/2000
- Microsoft Works 8.5 (gratis update)
- Microsoft Works 9.0 (Microsoft Works Plus 2008) - Eerste en tevens laatste versie compatibel met Windows Vista

## Vergelijking van productiviteitsuites met Works gebundeld
| Product          |           |           |                          |                              |                               |
| ---------------- | --------- | --------- | ------------------------ | ---------------------------- | ----------------------------- |
| Works Suite 99   | Works 4.5 | Word 97   | Encarta Wereldatlas 99   | Picture It! 99               | AutoRoute Express Europa '98  |
| Works Suite 2000 | Works 5.0 | Word 2000 | Encarta Wereldatlas 2000 | Picture It! 2000             | AutoRoute Express Europa 2000 |
| Works Suite 2001 | Works 6.0 | Word 2000 | Encarta Wereldatlas 2001 | Picture It! Publishing 2001  | AutoRoute 2001                |
| Works Suite 2002 | Works 6.0 | Word 2002 | Encarta Standard 2002    | Picture It! Foto 2002        | AutoRoute 2002                |
| Works Suite 2003 | Works 7.0 | Word 2002 | Encarta Standard 2003    | Picture It! Foto 7.0         | AutoRoute 2003                |
| Works Suite 2004 | Works 7.0 | Word 2002 | Encarta Standard 2004    | Picture It! Foto Premium 9.0 | AutoRoute 2004                |
| Works Suite 2005 | Works 8.0 | Word 2002 | Encarta Standard 2005    | Picture It! Premium 10       | AutoRoute 2005                |
| Works Suite 2006 | Works 8.0 | Word 2002 | Encarta Standard 2006    | Foto 2006 Standard           | AutoRoute Essentials 2006     |
| Works Plus 2008  | Works 9.0 | Word 2003 |                          |                              |                               |

- Nationale Bibliotheek van Tsjechië: ph327602